# Bezolles
Bezolles (Besòlas en gascon) est une commune française située dans le centre du département du Gers en région Occitanie. Sur le plan historique et culturel, la commune est dans le Pays d'Auch, un territoire céréalier et viticole qui s'est également constitué en pays au sens aménagement du territoire en 2003.
Exposée à un climat océanique altéré, elle est drainée par la Baïse, la Bèze et par divers autres petits cours d'eau. La commune possède un patrimoine naturel remarquable composé d'une zone naturelle d'intérêt écologique, faunistique et floristique.
Bezolles est une commune rurale qui compte 132 habitants en 2022, après avoir connu un pic de population de 550 habitants en 1841.  Elle fait partie de l'aire d'attraction de Condom. Ses habitants sont appelés les Bezollais ou  Bezollaises.

## Géographie

### Localisation
Bezolles est une commune située dans le Gers.

### Communes limitrophes
Les communes limitrophes sont  Beaucaire, Justian, Lagardère, Roques, Rozès et Vic-Fezensac.
| Lagardère       | Beaucaire |  |
| Roques, Justian | Bezolles  |  |
| Vic-Fezensac    | Rozès     |  |

### Géologie et relief
Bezolles se situe en zone de sismicité 1 (sismicité très faible).

### Hydrographie

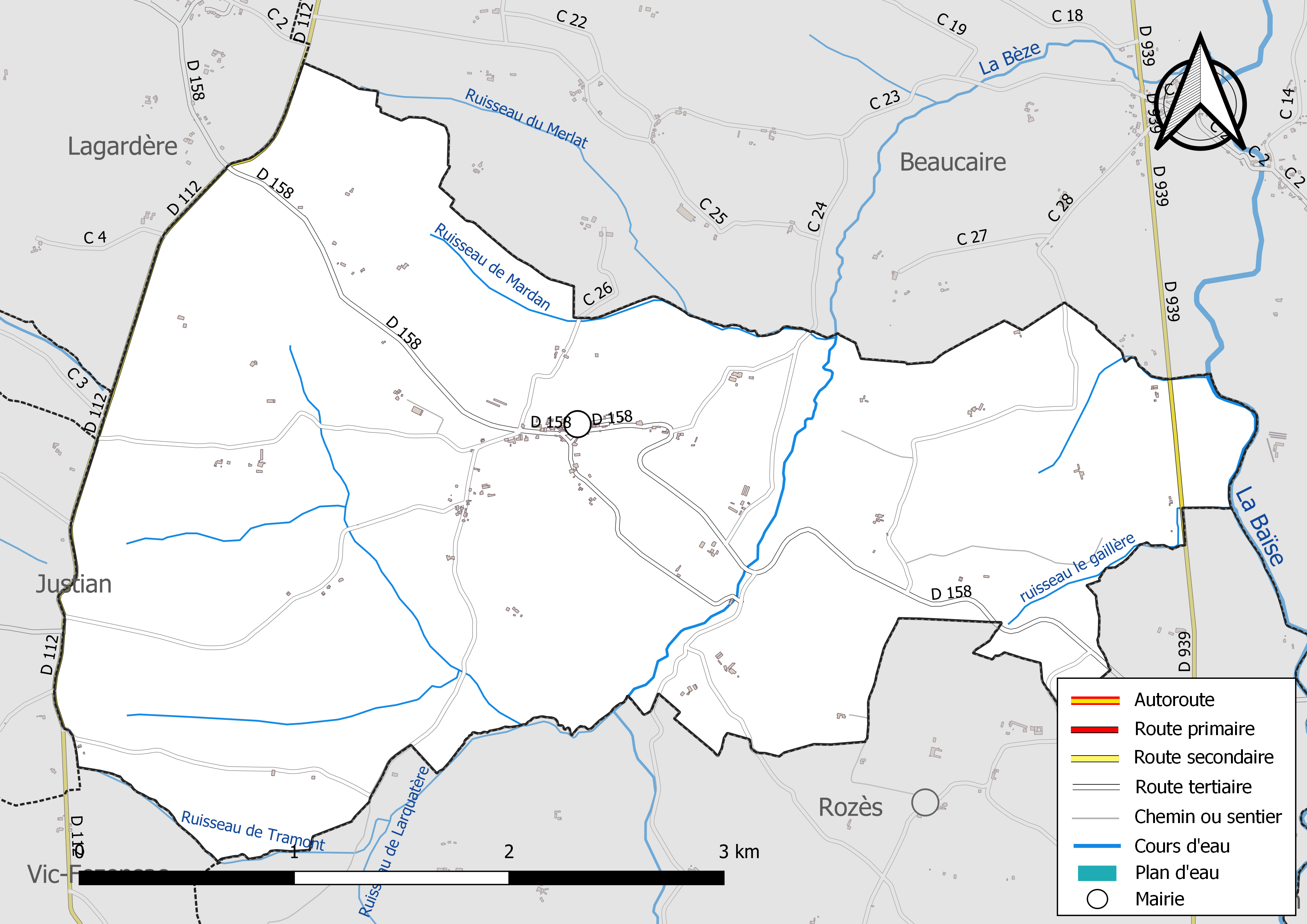
Réseaux hydrographique et routier de Bezolles.

La commune est dans le bassin de la Garonne, au sein du bassin hydrographique Adour-Garonne. Elle est drainée par la Baïse, la Bèze, le ruisseau de Mardan, le ruisseau de Tramont, le ruisseau du Merlat, le ruisseau le gaillère et par divers petits cours d'eau, qui constituent un réseau hydrographique de 12 km de longueur totale,.
La Baïse, d'une longueur totale de 187,6 km, prend sa source dans la commune de Capvern et s'écoule vers le nord. Elle traverse la commune et se jette dans la Garonne à Saint-Léger, après avoir traversé 52 communes.

### Climat
Pour des articles plus généraux, voir Climat de l'Occitanie et Climat du Gers.
En 2010, le climat de la commune est de type climat du Bassin du Sud-Ouest, selon une étude s'appuyant sur une série de données couvrant la période 1971-2000. En 2020, Météo-France publie une typologie des climats de la France métropolitaine dans laquelle la commune est exposée à un climat océanique altéré et est dans la région climatique Aquitaine, Gascogne, caractérisée par une pluviométrie abondante au printemps, modérée en automne, un faible ensoleillement au printemps, un été chaud (19,5 °C), des vents faibles, des brouillards fréquents en automne et en hiver et des orages fréquents en été (15 à 20 jours).
Pour la période 1971-2000, la température annuelle moyenne est de 13,2 °C, avec une amplitude thermique annuelle de 15,2 °C. Le cumul annuel moyen de précipitations est de 794 mm, avec 10,3 jours de précipitations en janvier et 6,6 jours en juillet. Pour la période 1991-2020, la température moyenne annuelle observée sur la station météorologique la plus proche, située sur la commune de Beaucaire à 3 km à vol d'oiseau, est de 13,8 °C et le cumul annuel moyen de précipitations est de 775,9 mm,. Pour l'avenir, les paramètres climatiques de la commune estimés pour 2050 selon différents scénarios d'émission de gaz à effet de serre sont consultables sur un site dédié publié par Météo-France en novembre 2022.

### Milieux naturels et biodiversité

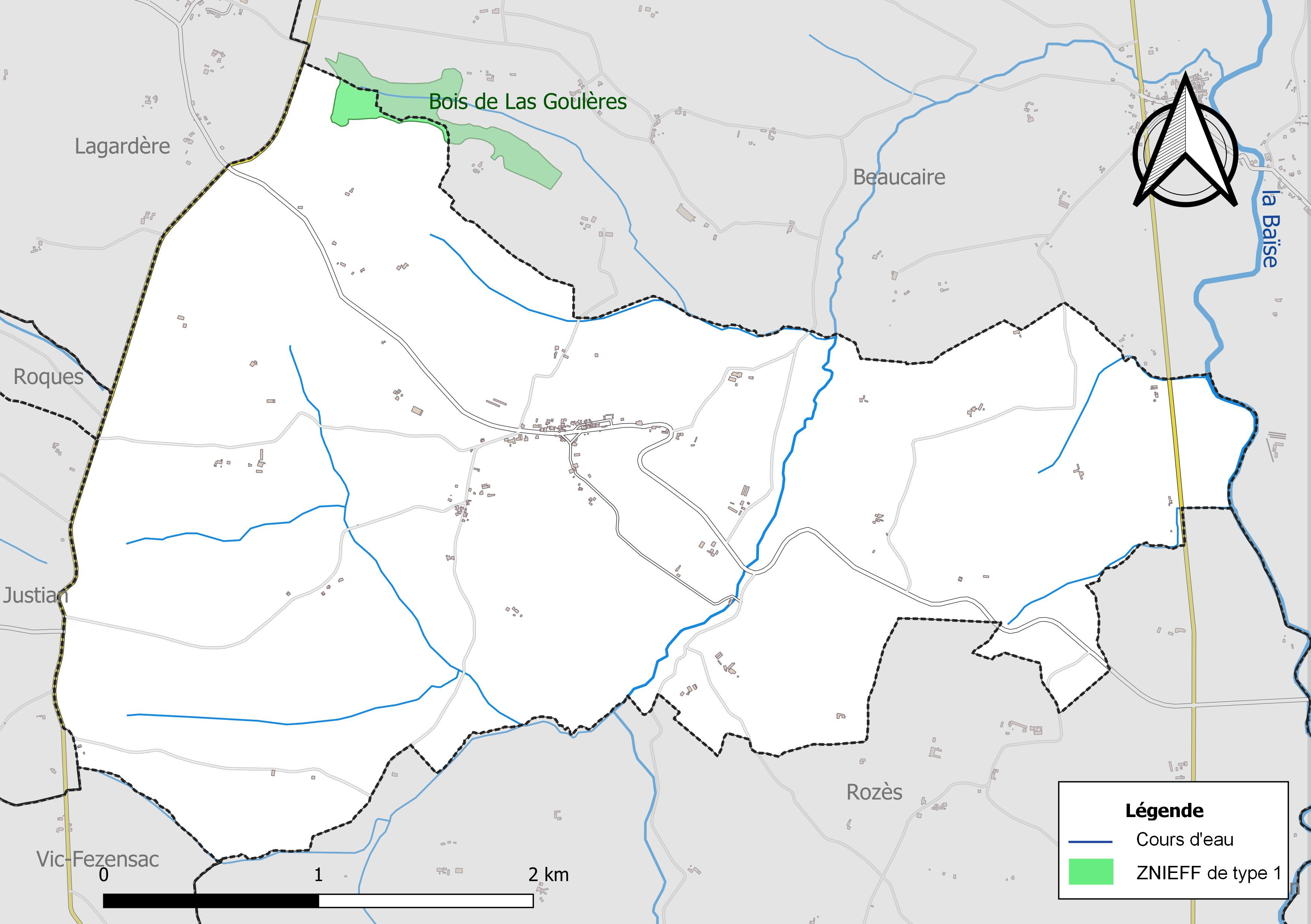
Carte de la ZNIEFF de type 1 localisée sur la commune.

L’inventaire des zones naturelles d'intérêt écologique, faunistique et floristique (ZNIEFF) a pour objectif de réaliser une couverture des zones les plus intéressantes sur le plan écologique, essentiellement dans la perspective d’améliorer la connaissance du patrimoine naturel national et de fournir aux différents décideurs un outil d’aide à la prise en compte de l’environnement dans l’aménagement du territoire.
Une ZNIEFF de type 1 est recensée sur la commune :
le « bois de Las Goulères » (18 ha), couvrant 2 communes du département.

## Urbanisme

### Typologie
Au 1er janvier 2024, Bezolles est catégorisée commune rurale à habitat très dispersé, selon la nouvelle grille communale de densité à sept niveaux définie par l'Insee en 2022.
Elle est située hors unité urbaine. Par ailleurs la commune fait partie de l'aire d'attraction de Condom, dont elle est une commune de la couronne,. Cette aire, qui regroupe 23 communes, est catégorisée dans les aires de moins de 50 000 habitants,.

### Occupation des sols
L'occupation des sols de la commune, telle qu'elle ressort de la base de données européenne d’occupation biophysique des sols Corine Land Cover (CLC), est marquée par l'importance des territoires agricoles (95,2 % en 2018), une proportion identique à celle de 1990 (95,2 %). La répartition détaillée en 2018 est la suivante : 
terres arables (56,2 %), zones agricoles hétérogènes (39 %), forêts (4,8 %). L'évolution de l’occupation des sols de la commune et de ses infrastructures peut être observée sur les différentes représentations cartographiques du territoire : la carte de Cassini (XVIIIe siècle), la carte d'état-major (1820-1866) et les cartes ou photos aériennes de l'IGN pour la période actuelle (1950 à aujourd'hui).

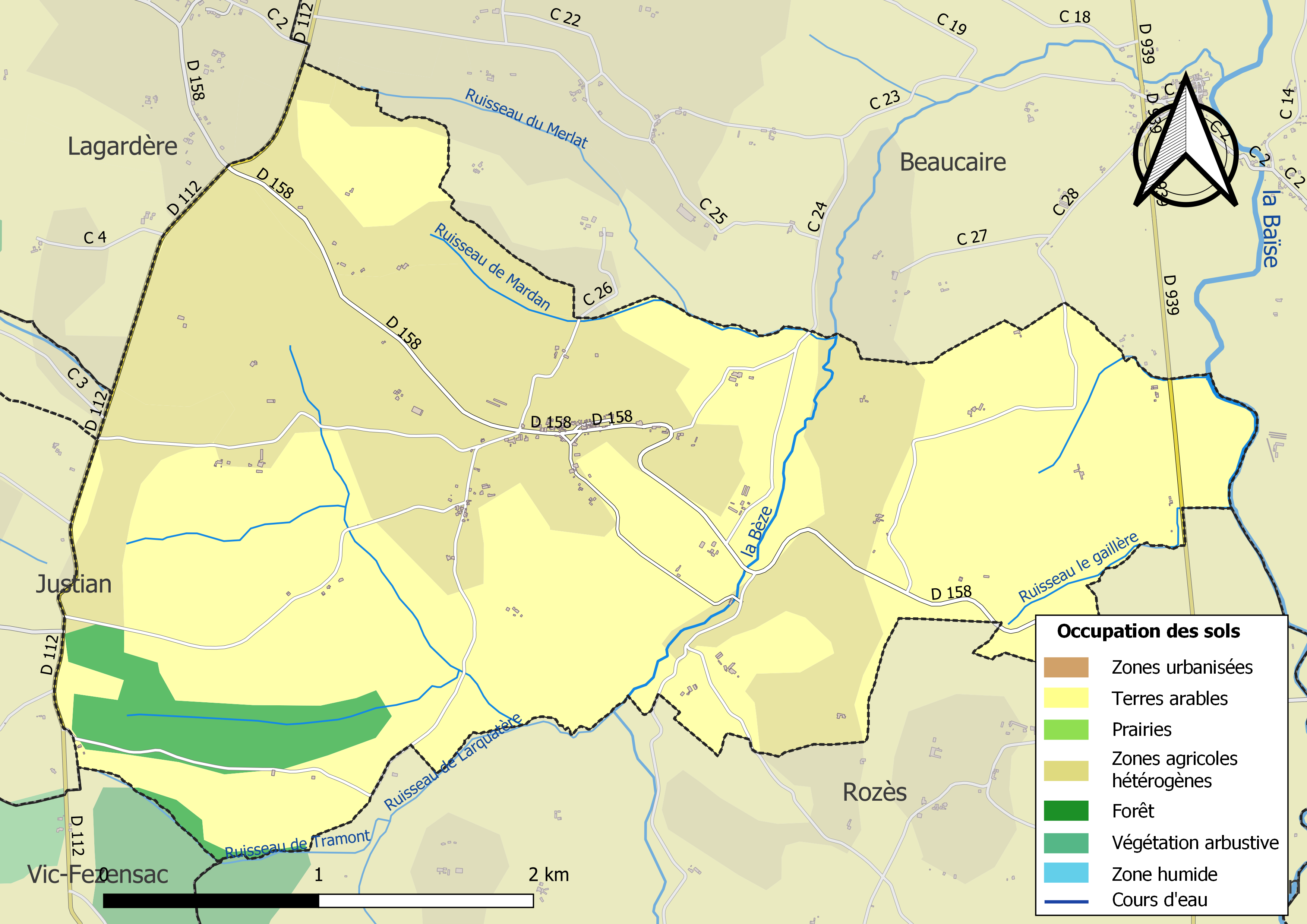
Carte des infrastructures et de l'occupation des sols de la commune en 2018 (CLC).

### Risques majeurs
Le territoire de la commune de Bezolles est vulnérable à différents aléas naturels : météorologiques (tempête, orage, neige, grand froid, canicule ou sécheresse), inondations et séisme (sismicité très faible). Un site publié par le BRGM permet d'évaluer simplement et rapidement les risques d'un bien localisé soit par son adresse soit par le numéro de sa parcelle.
Certaines parties du territoire communal sont susceptibles d’être affectées par le risque d’inondation par débordement de cours d'eau, notamment la Baïse. La cartographie des zones inondables en ex-Midi-Pyrénées réalisée dans le cadre du XIe Contrat de plan État-région, visant à informer les citoyens et les décideurs sur le risque d’inondation, est accessible sur le site de la DREAL Occitanie. La commune a été reconnue en état de catastrophe naturelle au titre des dommages causés par les inondations et coulées de boue survenues en 1999 et 2009,.

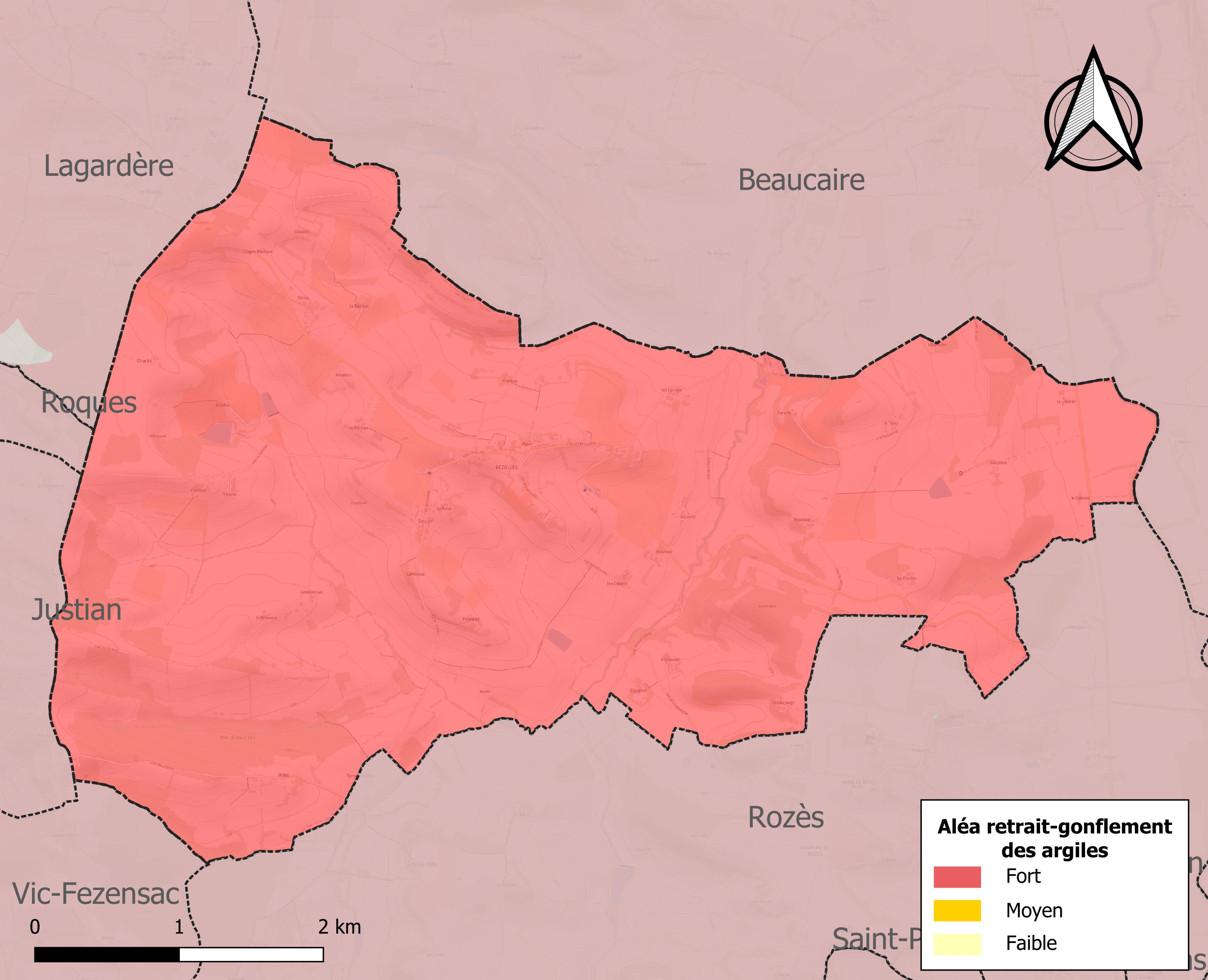
Carte des zones d'aléa retrait-gonflement des sols argileux de Bezolles.

Le retrait-gonflement des sols argileux est susceptible d'engendrer des dommages importants aux bâtiments en cas d’alternance de périodes de sécheresse et de pluie. La totalité de la commune est en aléa moyen ou fort (94,5 % au niveau départemental et 48,5 % au niveau national). Sur les 102 bâtiments dénombrés sur la commune en 2019, 102 sont en aléa moyen ou fort, soit 100 %, à comparer aux 93 % au niveau départemental et 54 % au niveau national. Une cartographie de l'exposition du territoire national au retrait gonflement des sols argileux est disponible sur le site du BRGM,.
Par ailleurs, afin de mieux appréhender le risque d’affaissement de terrain, l'inventaire national des cavités souterraines permet de localiser celles situées sur la commune.
Concernant les mouvements de terrains, la commune a été reconnue en état de catastrophe naturelle au titre des dommages causés par la sécheresse en 1989, 2003 et 2017 et par des mouvements de terrain en 1999.

## Histoire
Le village de Bézolles est un ancien castelnau du 14e siècle implanté le long d'une crête.
Fondé vraisemblablement vers 1314 par Bernard II de Bezolles, à la suite d'une autorisation du roi d’Angleterre, en même temps que la construction du château.
Le village s'étend le long d'une unique rue orientée est-ouest (coeur du castelnau) et d'une vaste place triangulaire implantée à l'extrémité occidentale du village (cadastre 2010, parcelle AK 2).
(cf https://theses.hal.science/tel-01923512/file/Comet_Anais_1_annexes.pdf et https://inventaire.patrimoines.laregion.fr/dossinventaire/IVD32/IA32ETUD/IA32100035_01.pdf  et https://www.pop.culture.gouv.fr/notice/merimee/IA32100035)

## Politique et administration
| Période | Période  | Identité                     | Étiquette | Qualité    |
| ------- | -------- | ---------------------------- | --------- | ---------- |
| 1792    | 1798     | Bernard Thezan               |           |            |
| 1798    | 1800     | Jean-marie Lagardere         |           |            |
| 1800    | 1821     | Jean Marie Aventin Lussan    |           |            |
| 1821    | 1830     | Benoit Thezan                |           |            |
| 1830    | 1843     | Joseph Lagardere             |           |            |
| 1843    | 1848     | Benoit Thezan                |           |            |
| 1848    | 1848     | Annet Peres                  |           |            |
| 1848    | 1848     | Jean Marie Aventin Lagardere |           |            |
| 1848    | 1849     | Jean Vives                   |           |            |
| 1849    | 1850     | Alexandre Cavé               |           |            |
| 1850    | 1853     | Annet Peres                  |           |            |
| 1853    | 1865     | Alphonse Cazaux              |           |            |
| 1865    | 1874     | Denis Peres                  |           |            |
| 1874    | 1876     | Julien Goudoulin             |           |            |
| 1876    | 1893     | Joseph Bazax                 |           |            |
| 1893    | 1904     | Faustin Hargues              |           |            |
| 1904    | 1912     | Vital Beaurens               |           |            |
| 1912    | 1919     | François Saint-avit          |           |            |
| 1919    | 1925     | Joseph Hargues               |           |            |
| 1925    | 1931     | Jean-marie Mauret            |           |            |
| 1931    | 1935     | Marcel Courtade              |           |            |
| 1935    | 1940     | Irénée Darroux               |           |            |
| 1940    | 1944     | Raymond Palanque             |           |            |
| 1944    | 1945     | Jean Cabiran                 |           |            |
| 1945    | 1983     | Raoul Daste                  |           |            |
| 1983    | 1989     | Didier Dupront               |           |            |
| 1989    | 2014     | René Hernandez               | DVG       |            |
| 2014    | 2020     | Jean-Joseph Garcia           | DVG       | Professeur |
| 2020    | En cours | Daniel Darroux               |           |            |

## Population et société

### Démographie
L'évolution du nombre d'habitants est connue à travers les recensements de la population effectués dans la commune depuis 1793. Pour les communes de moins de 10 000 habitants, une enquête de recensement portant sur toute la population est réalisée tous les cinq ans, les populations de référence des années intermédiaires étant quant à elles estimées par interpolation ou extrapolation. Pour la commune, le premier recensement exhaustif entrant dans le cadre du nouveau dispositif a été réalisé en 2007.

En 2022, la commune comptait 132 habitants, en évolution de −5,71 % par rapport à 2016 (Gers : +1,04 %, France hors Mayotte : +2,11 %).
| 1793 | 1800 | 1806 | 1821 | 1831 | 1841 | 1846 | 1851 | 1856 |
| ---- | ---- | ---- | ---- | ---- | ---- | ---- | ---- | ---- |
| 500  | 418  | 418  | 417  | 528  | 550  | 477  | 502  | 442  |

| 1861 | 1866 | 1872 | 1876 | 1881 | 1886 | 1891 | 1896 | 1901 |
| ---- | ---- | ---- | ---- | ---- | ---- | ---- | ---- | ---- |
| 459  | 461  | 418  | 418  | 450  | 432  | 378  | 362  | 354  |

| 1906 | 1911 | 1921 | 1926 | 1931 | 1936 | 1946 | 1954 | 1962 |
| ---- | ---- | ---- | ---- | ---- | ---- | ---- | ---- | ---- |
| 337  | 320  | 253  | 262  | 263  | 278  | 251  | 241  | 205  |

| 1968 | 1975 | 1982 | 1990 | 1999 | 2006 | 2007 | 2012 | 2017 |
| ---- | ---- | ---- | ---- | ---- | ---- | ---- | ---- | ---- |
| 196  | 187  | 153  | 135  | 156  | 143  | 141  | 139  | 139  |

| 2022 | - | - | - | - | - | - | - | - |
| ---- | - | - | - | - | - | - | - | - |
| 132  | - | - | - | - | - | - | - | - |

### Manifestations culturelles et festivités
- Fête patronale : deuxième dimanche de juin[27].

## Économie

### Emploi
|                | 2008  | 2013  | 2018   |
| -------------- | ----- | ----- | ------ |
| Commune        | 1,2 % | 6,2 % | 11,4 % |
| Département    | 6,1 % | 7,5 % | 8,2 %  |
| France entière | 8,3 % | 10 %  | 10 %   |

En 2018, la population âgée de 15 à 64 ans s'élève à 78 personnes, parmi lesquelles on compte 74,7 % d'actifs (63,3 % ayant un emploi et 11,4 % de chômeurs) et 25,3 % d'inactifs,. En  2018, le taux de chômage communal (au sens du recensement) des 15-64 ans est supérieur à celui du département et de la France, alors qu'en 2008 la situation était inverse.
La commune fait partie de la couronne de l'aire d'attraction de Condom, du fait qu'au moins 15 % des actifs travaillent dans le pôle,. Elle compte 22 emplois en 2018, contre 29 en 2013 et 25 en 2008. Le nombre d'actifs ayant un emploi résidant dans la commune est de 52, soit un indicateur de concentration d'emploi de 42,2 % et un taux d'activité parmi les 15 ans ou plus de 48,8 %.
Sur ces 52 actifs de 15 ans ou plus ayant un emploi, 18 travaillent dans la commune, soit 35 % des habitants. Pour se rendre au travail, 88,5 % des habitants utilisent un véhicule personnel ou de fonction à quatre roues et 11,5 % n'ont pas besoin de transport (travail au domicile).

### Activités hors agriculture
12 établissements sont implantés  à Bezolles au 31 décembre 2019.
Le secteur du commerce de gros et de détail, des transports, de l'hébergement et de la restauration est prépondérant sur la commune puisqu'il représente 33,3 % du nombre total d'établissements de la commune (4 sur les 12 entreprises implantées  à Bezolles), contre 27,7 % au niveau départemental.

### Agriculture
La commune est dans le Ténarèze, une petite région agricole occupant le centre du département du Gers, faisant transition entre l'Astarac « pyrénéen », dont elle est originaire et dont elle prolonge et atténue le modelé, et la Gascogne garonnaise dont elle annonce le paysage. En 2020, l'orientation technico-économique de l'agriculture  sur la commune est la polyculture et/ou le polyélevage.
|               | 1988 | 2000 | 2010 | 2020 |
| ------------- | ---- | ---- | ---- | ---- |
| Exploitations | 21   | 14   | 9    | 10   |
| SAU (ha)      | 671  | 576  | 465  | 510  |

Le nombre d'exploitations agricoles en activité et ayant leur siège dans la commune est passé de 21 lors du recensement agricole de 1988  à 14 en 2000 puis à 9 en 2010 et enfin à 10 en 2020, soit une baisse de 52 % en 32 ans. Le même mouvement est observé à l'échelle du département qui a perdu pendant cette période 51 % de ses exploitations,. La surface agricole utilisée sur la commune a également diminué, passant de 671 ha en 1988 à 510 ha en 2020. Parallèlement, la surface agricole utilisée moyenne par exploitation a augmenté, passant de 32 à 51 ha.

## Culture locale et patrimoine

### Lieux et monuments
- Église Saint-Clair.

Eglise du 15e siècle située à l'extrémité orientale du village (cad. 2010 AC 54).
Tour surmontée d'un clocher-flèche. Beaux vitraux. Dalle funéraire d’un des seigneurs des lieux. chapelle d’Ayrenx fondée par Antoine d’Ayrenx en 1513.
(cf https://theses.hal.science/tel-01923512/file/Comet_Anais_1_annexes.pdf et https://inventaire.patrimoines.laregion.fr/dossinventaire/IVD32/IA32ETUD/IA32100035_01.pdf )
- Château-fort du village :

Le château aujourd'hui disparu se trouvait entre l'église et le village, sur un espace surélevé.
Construit autour des années 1314-1315. Il n'en subsiste aucun élément bâti visible. Une chapelle y a été édifiée au début du 16e siècle.
(cf https://theses.hal.science/tel-01923512/file/Comet_Anais_1_annexes.pdf et https://inventaire.patrimoines.laregion.fr/dossinventaire/IVD32/IA32ETUD/IA32100035_01.pdf )
- Remparts, tour et porte du village :

La fortification du village est constituée par une enceinte, une tour et une porte de ville.
Le mur d’enceinte a d'abord été bâti puis les maisons ont été ensuite construites à l’intérieur de celui-ci en venant s’appuyer contre lui et selon un urbanisme pensé et voulu par le seigneur des lieux.
Fortification disparue en partie au 19e siècle. Le tracé de la fortification, entre la tour et la porte de ville, reste visible sur le plan cadastral.
Le village fortifié et le château semble avoir été séparés par un espace laissé vide formant ainsi une lice.
- Le mur d'enceinte reste visible essentiellement sur trois pans de mur. Le premier pan de mur de 15 m de long et de 1 à 6m de haut est chaîné à la tour dans l'angle nord de son élévation orientale. Le second pan de 4 m de haut est un peu plus à l'ouest, il est conservé comme élévation sud d'une maison plus récente qui s'appuie sur lui au nord (cadastre 2010, parcelle AC 45) ; la partie supérieure du mur a été reprise. Le troisième pan visible se trouve sur le front occidental de l’enceinte, dans le prolongement de la porte et au sud de celle-ci ; il n’est possible de l’observer que sur environ 1 m² à cause des deux bâtiments communaux qui viennent s’appuyer contre lui.
- La tour (cadastre 2010, parcelle AC 50) est située sur le front sud, en saillie par rapport au mur d'enceinte. Elle est de plan carré d'environ 6 m de côté en extérieur et est conservée sur environ 14 m de haut. Présence d’un enduit sur ses deux élévations visibles, ouest et est. Sur l'élévation nord, côté intérieur de l'enceinte, s'ouvre une porte en arc brisé permettant d'accéder au rez-de-chaussée de la tour. Une autre porte est conservée au premier étage, sur l'élévation orientale, dans l'axe du mur d'enceinte. Cette porte est couverte d'un arc en plein-cintre et s'ouvre en biais dans l'épaisseur du mur de la tour. Une autre porte, identique à la précédente, s'ouvre dans l'élévation occidentale. Ces deux portes donnaient probablement accès à un chemin de ronde aujourd'hui disparu. Une archère à croix pattée est visible sur l'élévation sud, au premier étage. A environ 1 m sous l'actuel niveau de toiture court une corniche peu saillante.
- Une porte de ville est conservée à l'extrémité occidentale de l'unique rue du village, près de (derrière) la mairie actuelle. La porte est couverte d'un arc brisé. Le couloir est voûté. Aucun passage de herse n'est visible, la porte devait être fermée par de simples vantaux. Aucun dispositif de défense ni aucune ouverture n'est visible à l'étage.

(cf https://theses.hal.science/tel-01923512/file/Comet_Anais_1_annexes.pdf et https://inventaire.patrimoines.laregion.fr/dossinventaire/IVD32/IA32ETUD/IA32100035_01.pdf  et https://www.pop.culture.gouv.fr/notice/merimee/IA32100036 et http://patrimoineruralgers.free.fr/3-Categories/tours_portes/index.html )